# Berdún
Berdún es una localidad española perteneciente al municipio de la Canal de Berdún, en la Jacetania, provincia de Huesca, Aragón. Es la capital del municipio.

## Etimología

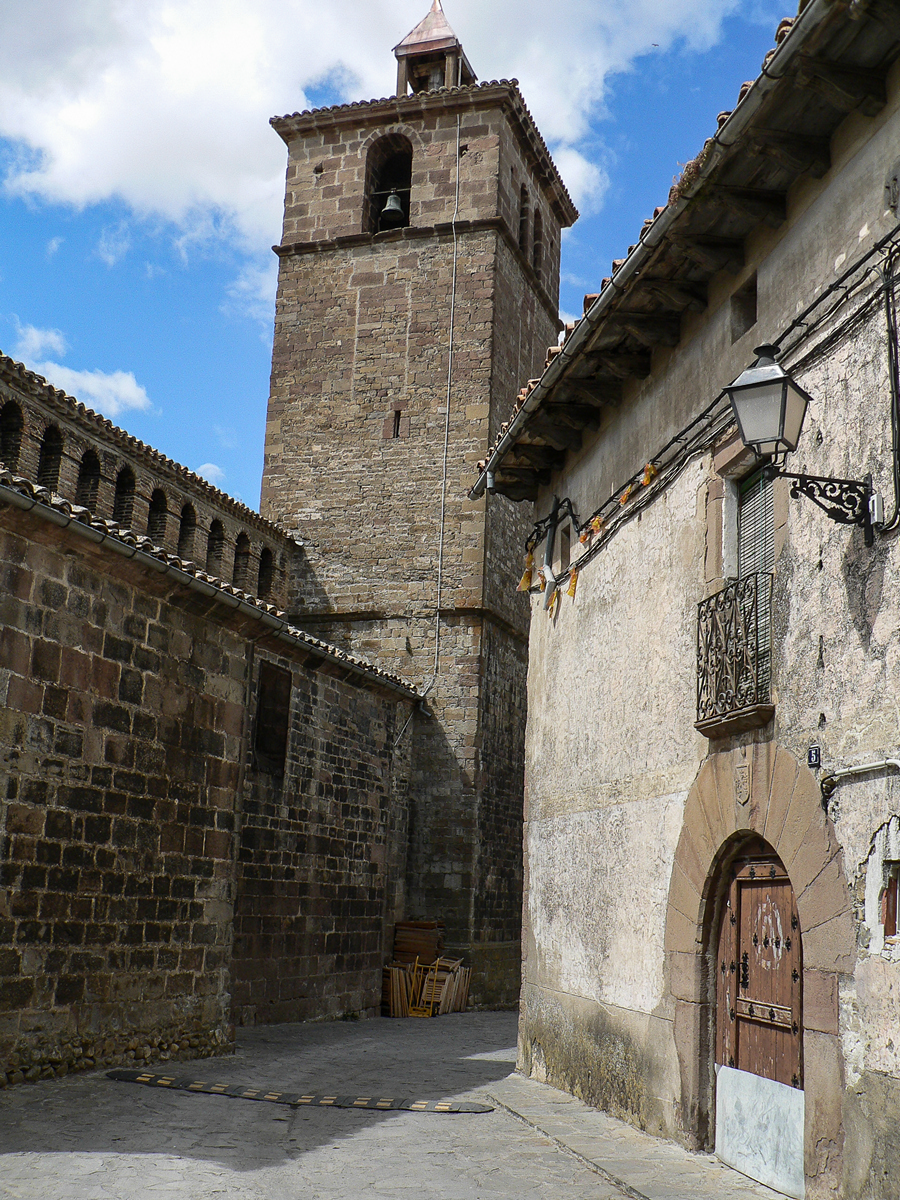
Iglesia de Santa Eulalia, Berdún.

Respecto de la etimología o posible origen del topónimo, para Manuel Benito Moliner, del Instituto de Estudios Altoaragoneses, se trataría de un topónimo de origen celta, formado por dos partes. La primera, viri, con el significado de pueblo o lugar habitado; la segunda, el sufijo -dunum, con el significado de fortaleza o fortificación.

## Demografía
Entre el censo de 1930 y el anterior, crece el término del municipio porque incorpora a 22591 (Majones).
Entre el censo de 1970 y el anterior, este municipio desaparece porque se integra en el municipio 22076 (Canal de Berdún).
| Gráfica de evolución demográfica de Berdún entre 1842 y 1960 |
|                                                              |
| Población de derecho. Población de hecho (1857-1860)         |

## Personaje ilustre
Francisco Miguel Echeverz Eito (1672-1745). Fraile mercedario, predicó misiones populares por todo España y publicó numerosas obras de piedad, especialmente sus sermones, que tuvieron gran éxito editorial.